# Cantone di Vire
Il Cantone di Vire è una divisione amministrativa dell'arrondissement di Vire.
A seguito della riforma approvata con decreto del 17 febbraio 2014, che ha avuto attuazione dopo le elezioni dipartimentali del 2015, è passato da 8 a 26 comuni.

## Composizione
Gli 8 comuni facenti parte prima della riforma del 2014 erano:
- Coulonces
- Maisoncelles-la-Jourdan
- Roullours
- Saint-Germain-de-Tallevende-la-Lande-Vaumont
- Truttemer-le-Grand
- Truttemer-le-Petit
- Vaudry
- Vire

Dal 2015 i comuni appartenenti al cantone sono i seguenti 26:
- Beaumesnil
- Campagnolles
- Champ-du-Boult
- Coulonces
- Courson
- Fontenermont
- Le Gast
- Landelles-et-Coupigny
- Maisoncelles-la-Jourdan
- Le Mesnil-Benoist
- Le Mesnil-Caussois
- Mesnil-Clinchamps
- Le Mesnil-Robert
- Pont-Bellanger
- Pont-Farcy
- Roullours
- Saint-Aubin-des-Bois
- Saint-Germain-de-Tallevende-la-Lande-Vaumont
- Saint-Manvieu-Bocage
- Saint-Sever-Calvados
- Sainte-Marie-Outre-l'Eau
- Sept-Frères
- Truttemer-le-Grand
- Truttemer-le-Petit
- Vaudry
- Vire